# Сама (приток Сосьвы)
Сама — река в России, протекает по Североуральскому и Ивдельскому городским округам Свердловской области. Устье реки находится в 466 км по правому берегу реки Сосьвы. Длина реки Самы составляет 20 километров.
На Саме раскинулся посёлок Старая Сама.

## Данные водного реестра
По данным государственного водного реестра России, Сама относится к Иртышскому бассейновому округу, речному бассейну Иртыша, речному подбассейну Тобола. Водохозяйственный участок реки — Сосьва от истока до водомерного поста у деревни Морозково.
Код объекта в государственном водном реестре — 14010502412111200010073.